# Drôlerie

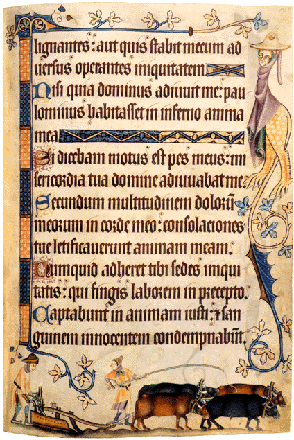
Salterio,.

La dröleríe, del francés drôle, divertido, es un tipo de marginalia consistente en la iluminación decorativa de los márgenes de los manuscritos con la representación de figuras híbridas y escenas de fantasía más o menos cómica, sin relación con el texto. Fueron muy frecuentes desde mediados del siglo XIII y hasta el XV, aunque también se encuentran en manuscritos anteriores y posteriores.

## Historia
Los márgenes cubiertos de dröleries aparecen en la primera mitad del XIII y fueron codificados alrededor de 1250 en París. Su uso se diversificó en Inglaterra, así como en el norte de Francia y Flandes, antes de extenderse hacia el sur, a Alemania e Italia alrededor de 1300.
El motivo del follaje se multiplicó a mediados del siglo XIV y reemplazó a las drôleries, que sin embargo reaparecieron esporádicamente hasta el Renacimiento.

## Temas y patrones

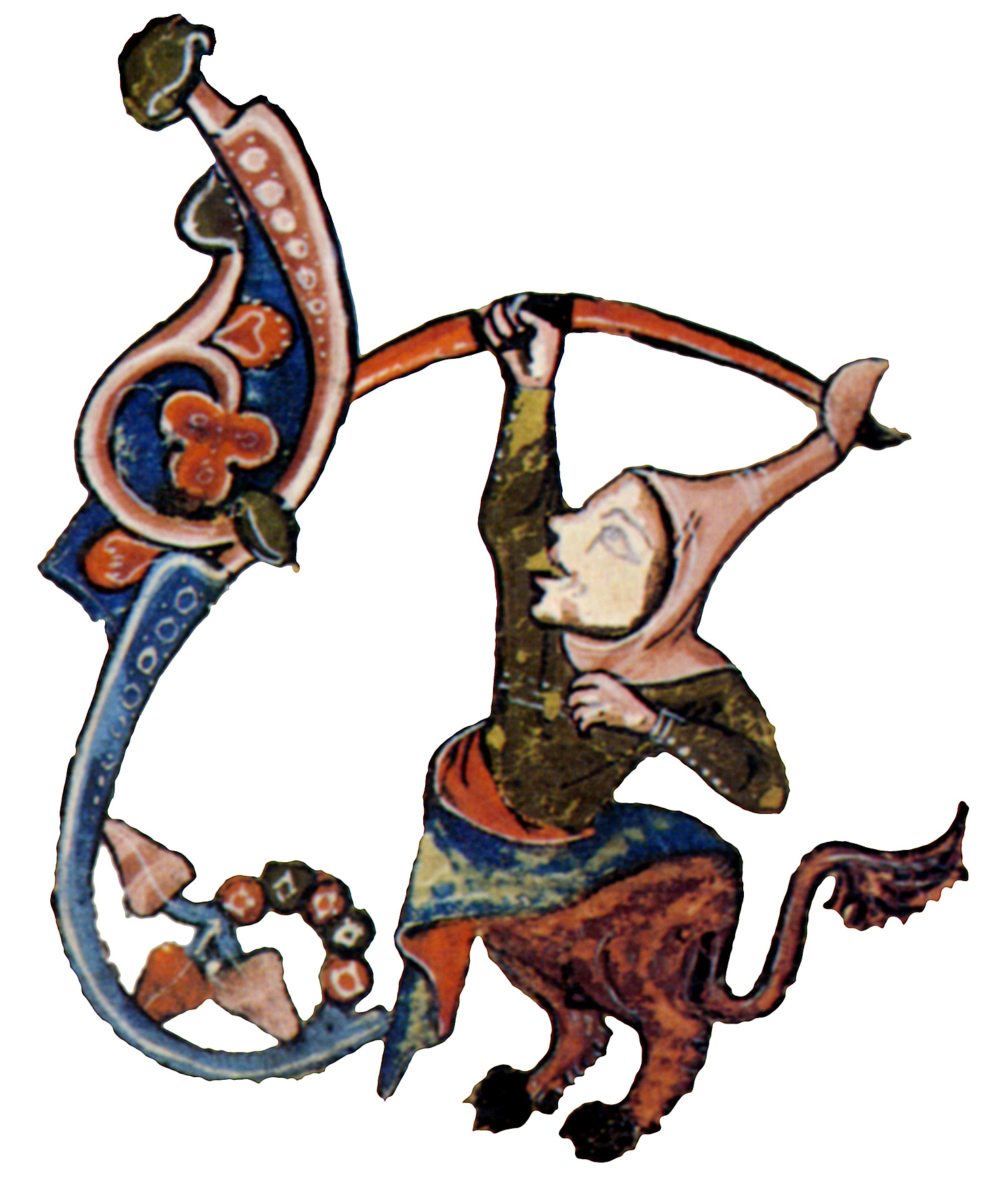
Detalle de una drôlerie del Rylands Haggadah

El tema más difundido en los márgenes de los manuscritos es el de la caza, un fuerte marcador de pertenencia de la aristocracia en la Edad Media. Todas las formas de caza están representadas: con sabuesos, cetrería, pero también caza de unicornios o caza inversa: un híbrido liebre-conejo persigue a un cazador o a un perro. Algunos juegos, como títeres, disfraces, torneos o juegos de mesa también ocupan los márgenes.
Los márgenes pueden contener escenas muy violentas o escandalosas: decapitación, beso anal. Aparecen con frecuencia músicos, bailarines y malabaristas, humanos o animales, probablemente de acuerdo al gusto del patrocinador. Las drôleries retomaron los temas del amor cortés, a veces de forma paródica.
En los márgenes, aunque a menudo enmarcaban textos religiosos, en particular salmos, no se temía ridiculizar el medio de los sacerdotes y monjes, parodiando ritos religiosos y en particular la eucaristía a través de animales o seres híbridos, lucha de clérigos entre sí o contra mujeres, pudiendo los contenidos ser verdaderamente blasfemos.
En concreto, las imágenes que aparecen son a veces criaturas mixtas, mitad hombre mitad bestia o mezcladas con plantas: gallos con cabezas humanas, perros con máscaras humanas, arqueros de la boca de un pez, dragones con cabeza de elefante en la espalda, un mono tocando un órgano. A veces, en relación con el texto de la página y el tamaño de las miniaturas, suelen formar parte de un esquema más amplio de márgenes decorados, aunque algunos fueron añadidos poateriormente.

## Ejemplos
- Un manuscrito, Les Heures de Croy, tiene tantas que se conoce como Le livre des Drôlleries (el libro de las dröleries).
- Otro manuscrito que contiene muchas drôleries es el Salterio de Luttrell, que presenta criaturas híbridas y otros monstruos en muchas páginas.
- Le psautier-livre d'Heures à l'usage de Metz producido en el 1300 aparece como un "monumento" de la iluminación medieval, en particular por la riqueza de iluminaciones con márgenes de animales.